# Thermes Rác
Les Thermes Rác (en hongrois : Rác gyógyfürdő) sont un établissement thermal situé dans le 1er arrondissement de Budapest, dans le quartier de Tabán au pied du Gellért-hegy.